# Paladin Energy
Paladin Energy Ltd ist das zweitgrößte Uranbergbau-Unternehmen nach der Energy Resources of Australia in Australien, das sowohl an der Australian Securities Exchange (ASX), Toronto Stock Exchange (TSX) als auch an der Namibian Stock Exchange (NSX) gelistet ist. Paladin wurde 1993 gegründet und engagierte sich seit 1988 im Uranabbau, entgegen dem seinerzeitigen Trend, der durch fallende Uranpreise verursacht wurde. Ihr Hauptsitz befindet sich in Perth.
Paladin verfolgt in Western Australia Uranabbau-Projekte in Manyingee und Oobagooma in Western Australia, in Pigrily und Angela/Pamela im Northern Territory und ein Mount Isa-Projekt in Queensland. In Afrika betreibt Paladin zwei Bergwerke: In Namibia ist Paladin in der Langer-Heinrich-Uranmine engagiert und beabsichtigt eine Erhöhung der Förderquote. Der Tagebau Kayelekera in Malawi war seit April 2009 in Betrieb und wurde im Februar 2014 eingestellt. An weiteren Projekten wie dem Uranabbau im Takardeit-Projekt in Niger und dem Michelin-Projekt in Kanada ist Paladin aktiv. Nach der Übernahme der Summit Resources Limited hält Paladin 82,08 % der Aktien dieses Unternehmens.
Zur Finanzierung einer Rückzahlung von Anleihen im Wert von 250 Millionen US-Dollar und zur Ausweitung der Bergwerksaktivitäten in der Langer-Heinrich-Uranmine in Namibia legte Energy Resources fünf Jahre laufende festverzinsliche Wertpapiere in einem Volumen von 300 Millionen US-Dollar auf.
Im Juli 2014 wurden 25 % der Anteile am Bergwerk „Langer Heinrich“ an die China National Nuclear Corporation verkauft.

## Bergwerke
| Name            | Land    | Förderung von U3O8 2014/5 | Reserven               |
| --------------- | ------- | ------------------------- | ---------------------- |
| Langer Heinrich | Namibia | 2,285 Mio. t              | 114,6 Mio. t @ 0,051 % |
| Kayelekera      | Malawi  | derzeit stillgelegt       | 15 Mio. t @ 0,072 %    |